# 奥托一世 (神圣罗马帝国)
奥托一世（德語：Otto I，912年11月23日—973年5月7日），东法兰克国王（936年—973年在位），神圣罗马帝国皇帝（962年加冕），神圣罗马帝国奥托王朝的建立者，史称奥托大帝（德語：Otto der Große）。东法兰克国王亨利一世之子，母为聖瑪蒂達。先当选为萨克森公爵，936年由东法兰克部落公爵选为国王。936年7月31日，美因茨大主教希尔德贝特在亚琛为奥托一世加冕。
奥托一世坚持对各部落公国拥有最高权力，公爵们为此常常造反。938年，奥托一世镇压了由法兰克尼亚公爵埃贝哈德和洛林公爵吉塞尔伯特联合叛乱。929年—941年，镇压其弟巴伐利亚公爵亨利一世的叛乱。944年，封女婿康拉德（“红色”）为洛林公爵，此人后来与他反目。946年，率军干涉法国内战，先支持反对国王的法蘭克人的公爵偉大的于格（卡佩家族的成员），后转为支持西法兰克国王路易四世。949年，封长子鲁道夫为士瓦本公爵。
奥托一世是最早侵略斯拉夫人的条顿君主之一。950年，他迫使波希米亚公爵波列斯拉夫一世称臣。
951年，奥托首次入侵意大利，征服伦巴第，自称意大利国王，并与意大利统治者洛泰爾的遗孀埃德萊德结婚。
953年，女婿洛林公爵康拉德与长子士瓦本公爵鲁道夫发动叛乱，被奥托一世迅速镇压。
955年，马扎尔人入侵巴伐利亚和士瓦本。奥托一世在奥格斯堡战役中击败长期侵扰德意志的马扎尔人，使之转向定居生活，建立起匈牙利国家。
960年代，擊敗北面的丹麥國王藍牙哈拉爾，強迫其皈依成為基督徒。
961年，地位虚弱的教宗若望十二世请求奥托一世进入意大利称王。
962年2月2日，若望十二世为奥托加冕，称颂他为“神圣罗马帝国的皇帝”，是为神圣罗马帝国之始。奥托此后因意大利问题长期与拜占廷帝国冲突。奥托一世巧妙地利用教会力量来扼制德国诸侯，他授予教会著名的奥托特权，确定了教皇的世俗权力。
- 實際上當代沒有意大利頭銜，奥托是繼承倫巴第王國（Lombard Kingdom）的義大利之王（Rex Langobardorum et Italorum），頭銜起源於東哥德王國的義大利人與羅馬人的國王（rex Italiae et Romanorum），是日爾曼諸王國繼承傳統「羅馬秩序守護者」的必經程序。

963年，奥托废黜若望十二世，立良八世为教宗。这也开了由皇帝决定教宗人选的先例，拉开皇帝与教宗长期斗争的序幕。
965年，良八世去世后，奥托一世又指定若望十三世当教宗，不过受到了意大利罗马人的反对，於是組建了一支由撒克遜人、法蘭克人、弗里斯人和溫德蘭人組成的強大軍隊，以武力扶若望十三世上台。
966年至972年，奥托一世一直为意大利问题与拜占庭帝国处于战争状态。
972年，拜占庭帝国皇帝约翰一世，以娶拜占庭公主賽奧法諾（Theophanu）給其子奥托二世為條件，承认了奥托的西帝国皇帝头衔。奥托一世在王权无比强大的气氛中去世。

## 鄂圖特權
鄂圖特權（Ottonianum Privilege, 962年）是奥托进入意大利称王後與教宗的談判，拜占庭直到11世紀，並未用「羅馬皇帝」承認奥托，而是西方的皇帝（βασιλεὺς τῆς Δύσεως）是象徵性外交妥協，不是單純承認或臣服，因為拜占庭帝國一直保有拉文納總督區（Exarchate of Ravenna）。
特權內容有兩個重點:
- 確立皇帝有權審查並批准教宗選舉結果，這是皇帝控制教宗、納教權於國權體系內的法律框架
- 羅馬的軍政由皇帝軍隊保護

## 家庭

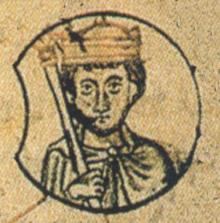
《聖潘塔萊奧尼斯編年史》中神聖羅馬皇帝奥托二世像

- 不知名的斯拉夫婦女：
  - 威廉（英语：William (archbishop of Mainz)）（929-968）：美因茨大主教
- 英格蘭的伊迪絲（英语：Eadgyth）（910-946）：930年結婚，盎格魯-薩克遜人的国王愛德華之女
  - 魯道夫（930-957）：士瓦本公爵
    - 奧托一世（954-982）：巴伐利亞公爵

  - 柳特加德（932-953）：洛林公爵康拉德夫人
    - 奧托一世（950-1004）：克恩頓公爵
- 勃艮第的阿德萊德（931-999）：951年結婚，勃艮第國王（英语：List of kings of Burgundy）魯道夫二世之女
  - 海因里希（952-954）
  - 布魯諾（約954-957）
  - 瑪蒂爾達（英语：Matilda, Abbess of Quedlinburg）（954-999）：奎德林堡修道院長
  - 奥托二世（955-983）：神聖羅馬皇帝